# Río Cullen
Río Cullen är ett vattendrag i Argentina, på gränsen till Chile. Det ligger i den södra delen av landet, 2 200 km söder om huvudstaden Buenos Aires.
Trakten runt Río Cullen består i huvudsak av gräsmarker. Runt Río Cullen är det mycket glesbefolkat, med 5 invånare per kvadratkilometer.